# Nowa Sarzyna
Nowa Sarzyna é um município da Polônia, na voivodia da Subcarpácia e no condado de Leżajsk. Estende-se por uma área de 9,15 km², com 5 970 habitantes, segundo os censos de 2017, com uma densidade de 652,5 hab/km².